# 스텔리아노 필립
스텔리아노 필립(루마니아어: Steliano Filip, 1994년 5월 15일 ~ )는 루마니아 축구 리그 리가 I의 디나모 부쿠레슈티에서 활약하고 있는 루마니아의 축구 선수이다.
주 포지션은 레프트백이지만 아주 가끔씩 왼쪽 미드필더로 출장한다.
그의 첫 국가대표 데뷔전은 2015년 11월 17일 이탈리아와의 경기였다.

## 클럽 경력
티미쇼아라의 LPS 바나툴 축구 교실에서 축구선수의 길을 시작한 필립은 2011년 FC 마라무레슈 바이아 마레가 제시한 프로 계약으로 커리어를 시작하게 된다. 당시 폴리 티미쇼아라는 그가 도시에 남길 바랐지만 그는 계약에 동의하여 떠났다.

### FC 마라무레슈 우니베르시타르 바이아 마레
이적하고 인상적인 활약으로 디나모 자그레브, 코스민 콘트라가 그를 소개해준 헤타페 CF, 심지어 유벤투스 FC까지 그에게 관심을 가졌었다.

### 디나모 부쿠레슈티
2012년 여름 5년 계약에 동의하며 디나모 부쿠레슈티로 이적한다. SK 아우스트리아 클라겐푸르트와의 친선 경기에서 첫 골을 득점하였다. 리가 I에서 첫 경기는 2012년 8월 26일 페트롤룰 플로이에슈티를 상대로 코스민 마테이와 교체되어 출전한 것이었다. 디나모로 이적한 후 1시즌만에 포지션을 측면 미드필더에서 레프트백으로 변경하였고 이는 성공적이었다. 2017년 여름에 터키 수퍼 리그의 클럽들과 이적설이 있었고 이로인해서 집중력이 떨어져 2017-2018 시즌부터는 활약이 전만큼 못한다는 평을 받았으나 미드필더로 출전한 이후로는 안정적인 경기력을 보여주었다.

### HNK 하이두크 스플리트
2018년 1월 24일 3년 반의 계약에 동의하며 디나모 부쿠레슈티를 떠나 HNK 하이두크 스플리트로 이적하였다.

## 국가대표팀 경력
필립은 루마니아 U-17 소속으로 2011년 3월 24일 아이슬란드 U-17 팀과의 경기에서 국가대표팀을 데뷔하였다. 루마니아 U-17팀과 함께 17세 이하 UEFA 유럽대회에 출전하였다. 21세 이하 대표팀 첫 경기는 2013년 8월 키프로스와의 경기였다.
성인 국가대표팀은 2015년 11월 17일 볼로냐에서 열린 이탈리아와의 친선 경기에서 데뷔하였다.

## 플레이스타일
미드필더와 포워드까지 뛰어본 적이 있기에 공격 전개력이 매우 좋다. 양 풀백을 높게 올려 공격에 적극 가담시키는 코스민 콘트라의 전술을 잘 수행했으며 수비도 곧 잘한다.

## 수상

### 클럽

#### 디나모 부쿠레슈티
- 루마니아 컵 (Cupa României) 준우승 1회 (2015-16)
- 루마니아 리그컵 (Cupa Ligii) 우승 1회 (2016-17)